# Алонсо Расселл
Алонсо Расселл (англ. Alonzo Russell, нар. 8 лютого 1992) — багамський спринтер, бронзовий призер Олімпійських ігор 2016 року.

## Виступи на Олімпіадах
| Олімпіада           | Дисципліна            | Місце |
| ------------------- | --------------------- | ----- |
| Ріо-де-Жанейро 2016 | 400 метрів            | DQ    |
| Ріо-де-Жанейро 2016 | естафета 4×400 метрів | 3     |

## Зовнішні посилання
- Алонсо Расселл Профіль у IAAF (англ.)
- Алонсо Расселл — олімпійська статистика на сайті Sports-Reference.com (англ.) (архівна версія)